# Stéphane Badji
Stéphane Diarra Badji (Ziguinchor, 29 de maio de 1990) é um futebolista profissional senegalês que atua como meia, atualmente defende o Eyüpspor.

## Carreira
Stéphane Badji fez parte do elenco da Seleção Senegalesa de Futebol nas Olimpíadas de 2012.